# Arthur Fadden
Sir Arthur William Fadden (13 de abril de 1894–21 de abril de 1973) fue un político australiano, decimotercer Primer Ministro de Australia entre el 29 de agosto al 7 de octubre de 1941 y líder del Partido Nacional de Australia entre 1941 y 1958.

## Biografía
Nació en Ingham, Queensland, hijo de inmigrantes irlandeses. Pero se crio en Walkerstone y dejó la escuela a los 15 años. Fue nombrado secretario municipal de Mackay en 1916, pero después de un ciclón en 1918, se mudó a Townsville, donde abrió una oficina de contabilidad y comenzó su carrera política como miembro del Consejo de la Ciudad en 1930.

## Trayectoria
Fadden fue miembro de la Cámara de Representantes durante 22 años, de 1936 a 1958, líder del Country Party durante 17 años, de 1941 a 1958. Sirvió como Tesorero en 1940-41 y de 1949 a 1958, presentando un récord de 11 presupuestos. Además, entre 1949 y 1958, Fadden fue Primer Ministro en funciones durante sus gobiernos de coalición con el Primer Ministro Robert Menzies, en periodos que sumaron casi 2 años.

## Premios y reconocimientos
- Miembro del Instituto de Contables de la Commonwealth Fellow of the Commonwealth Institute of Accountants (1928)[3]
- Consejo Privado del Reino Unido Privy Councillor (1942) [3]
- Caballero Comendador de la Orden de San Miguel y San Jorge Knight Commander of Order of St Michael and St George (KCMG)– 7 de junio de 1951. [3][4][nota 1]
- Caballero Gran Cruz de la Orden de San Miguel y San Jorge Knight Grand Cross of the Order of Order of St Michael and St George (GCMC)– 1958. [7][3]
- Doctor en Leyes honoris causa por la Universidad de Queensland.[8]